# Gennady Mikhasevich
Gennady Modestovich Mikhasevich (Bielorrússia, 1947-1988) foi um assassino soviético. Assassinou 33 mulheres durante o período de 1971 a 1985 em Vitebsk, Polotsk e nas zonas rurais circundantes à República Socialista Soviética da Bielorrússia. 

## Biografia
Gennady Mikhasevich nasceu na vila de Ist (Vitebsk) em 1947, e serviu no exército. Cometeu o seu primeiro assassinato a 14 de maio de 1971. Mais tarde, justificou que a vontade de matar começou depois de ter voltado do exército e descobrir que a namorada o tinha deixado e casado entretanto. Na noite de 14 de maio de 1971, estava a caminho de Vitebsk para Polotsk. Era tarde e por isso, não podia apanhar o autocarro para Polotsk onde os seus pais viviam. Mikhasevich disse que se sentia desanimado devido ao término da relação e que tinha preparado uma corda para se enforcar.
Muitas das mortes coincidem com rapto. Ou estrangulava as suas vítimas ou as sufocava, assaltando-as numa zona sozinha ou (durante alguns anos) atraindo-as para o seu carro (possuia um Zaporozec vermelho). Mikhasevich não tinha armas com ele, em vez disso usava armas improvisadas (por exemplo, um cordão do centeio). Para além de matar, ele roubava o dinheiro das suas vítimas e artigos valiosos (que por vezes dava à sua esposa como presente), e por vezes até mesmo artigos de casa como tesouras.
Noutra vertente, Gennady Mikhasevich era um bom homem de família, um abstémio, com dois filhos e um bom trabalhador. Era ainda membro do Partido Comunista da União Soviética e dos Voluntários de Drujina.

A investigação iniciou nos finais da década de 1980, quando o jovem investigador Nikolay Ignatovich convenceu-se que todas as mortes que estavam a acontecer perto das oficinas na região foram cometidas pela mesma pessoa, um assassino em série, e não assassinatos separados, como os investigadores, inicialmente, acharam. A polícia suspeitava ainda que o assassino usava um Zaporozec vermelho e começaram a pesquisar junto dos habitante de Oblast, quem tinha tal viatura. Mikhasevich foi um voluntário para procurar por ele mesmo, junto da polícia.

Eventualmente, Mikhasevich, que começava a ficar preocupado, cometeu um erro fatal: de forma a atrasar a investigação, enviou uma carta anónima para o jornal local em nome de uma associação imaginária chamada "Patriotas de Vitebsk", supostamente chamando os seus amigos militantes para aumentar a necessidade de luta e de matar comunistas e mulheres lascivas. Quando deixou uma nota junto do corpo da sua vítima mais recente, novamente assinado com "Patriotas de Vitebsk" os investigadores viram que a letra era igual e começaram a compará-las com amostras de todos os residentes masculinos de Oblast. 
Foi finalmente preso em dezembro de 1985 e, apesar de ter inicialmente ter dito que era inocente, confessou depois e foi condenado à morte e executado em 1987. O seu caso ficou conhecido junto da URSS, porque revelou a incompetência da polícia e a corrupção das agências de autoridade: pela altura em que Mikhasevich foi finalmente preso, doze pessoas tinham sido condenadas pelos seus crimes e foram várias vezes forçados a confessar através de tortura.